# 다타라역 (도치기현)
다타라역(일본어: 多田羅駅)은 일본 도치기현 하가군 이치카이정에 위치한 모카 철도 모카 선의 철도역이다. 단선 승강장 1면 1선의 구조를 갖춘 지상역이다.

## 이용 현황
| 승차별 인원 추이 | 승차별 인원 추이   |
| 연도             | 1일 평균 승차 인원 |
| ---------------- | ------------------ |
| 2007             | 77                 |
| 2008             | 93                 |
| 2009             | 92                 |
| 2010             | 84                 |
| 2011             | 80                 |
| 2012             | 82                 |
| 2013             | 67                 |
| 2014             | 80                 |
| 2015             | 82                 |

## 역 주변
- 다타라 연못

## 역사
- 1955년 4월 1일 : 일본국유철도의 역으로서 개업.
- 1987년 4월 1일 : 일본국유철도 분할 민영화에 의해, 동일본 여객철도가 승계.
- 1988년 4월 11일 : 모카 철도로 이관.

## 인접 역
| 모카 철도 ■ 모카 선  | 모카 철도 ■ 모카 선 | 모카 철도 ■ 모카 선  |
| -------------------- | ------------------- | -------------------- |
| 나나이 시모다테 방면 | 모카 선             | 이치하나 모테기 방면 |